# بیوک لاکراس
بیوک لاکراس یا لاکروس (به انگلیسی: Buick LaCrosse) یکی از مدل‌های خودروی کمپانی آمریکایی بیوک است.
این اتومبیل در کانزاس سیتی ساخته می‌شود.